# Megistoplia impensa
Megistoplia impensa är en skalbaggsart som beskrevs av Marc Lacroix 1997. Megistoplia impensa ingår i släktet Megistoplia och familjen Melolonthidae. Inga underarter finns listade i Catalogue of Life.